# Distrito de La Punta
El distrito de La Punta es uno de los siete que conforman la provincia constitucional del Callao en la Costa central del Perú. Limita al norte, con el océano Pacífico; al este, con el distrito del Callao; y al sur y oeste, nuevamente con el océano Pacífico. Su territorio es una península en forma de punta que sobresale del resto de la provincia (de allí su nombre) con una extensión de solo 0.75 km² que lo convierten en el distrito más pequeño de dicha jurisdicción. 
Fue establecido oficialmente como distrito el 6 de octubre de 1915. El actual alcalde de La Punta es Ramón Garay León.

## Historia
Los primeros habitantes de esta zona fueron unos pescadores denominados Pitipiti que vivían en modestas chozas rurales asentadas en "la punta de tierra firme", que, presumiblemente, sería la actual y famosa Playa de Cantolao. Casi cien años después, el ingeniero francés Francisco Amadeo Frezier, en el libro Viaje de Exploración a la América del Sur (1716), señala en el mapa lo que sería posteriormente La Punta como "punta del Callao". Varias décadas más tarde, ya en 1774, la geografía de La Punta aparece delimitada en el mapa "El Puerto del Callao", pero sin denominación alguna.
Todavía en época Colonial encontramos que una hilera de ranchos de pescadores denominados Pitipiti Viejo y/o San Miguel de Mancera unían a La Punta y al primigenio Puerto del Callao. Aquellos se iniciaban por la puerta mancera, la cual se encontraba flanqueada por el baluarte de San Luis y concluían en la Playa de la Arenilla y en la Playa de San Lorenzo (en la actualidad Playa Cantolao).
En 1836, La Punta y Bellavista son integradas como parte de la Provincia del Callao. Sería el 22 de abril de 1857 que un agradecido Ramón Castilla declara al Callao Provincia Constitucional, título que mantiene, adjudicándole el rango de departamento. Por último, el 18 de noviembre de 1889, durante la presidencia de Andrés Avelino Cáceres - denominado "El Brujo de los Andes" durante su heroica participación en la Resistencia de la Sierra contra los chilenos - se fijarían los límites del Callao, dentro de los cuales se incluye a La Punta.
La última referencia que se tiene antes de que La Punta fuera creada como distrito data de 1910. El Directorio Anual del Perú, escrito por Pedro Paulet, señala que La Punta está formada por dos calles principales (Jirones Medina y Sáenz Peña), dos secundarias (Jirón Ucayali y la otra sin nombre) y una ancha y frondosa Plaza con elegantes hoteles y ranchos, para el beneplácito de los iniciales aventureros, ávidos excursionistas de verano.
El distrito fue creado mediante Ley n.º 2141 del 6 de octubre de 1915.
Tiene un total de 1700 casas aproximadamente.

### Combate del Dos de Mayo

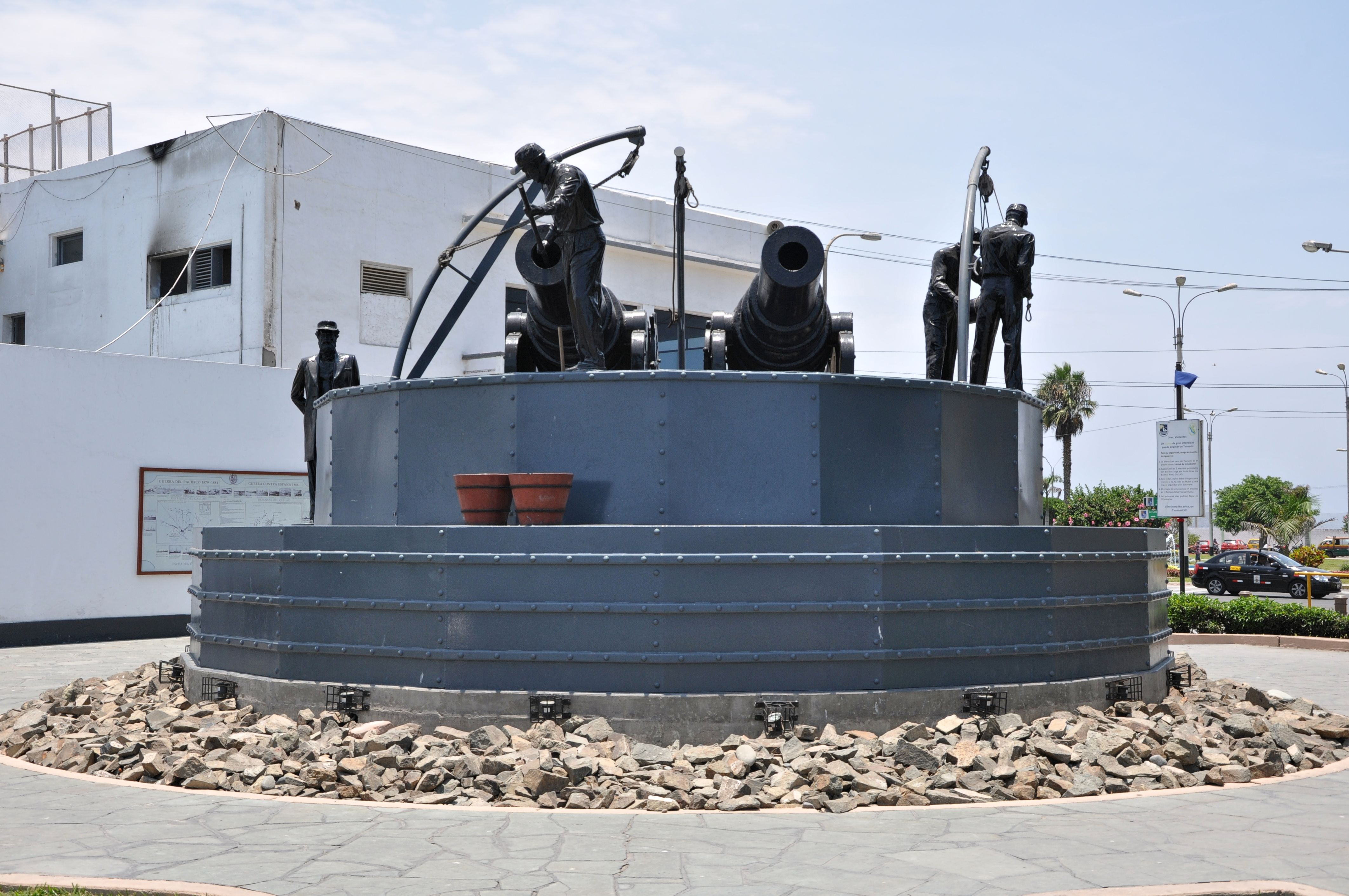
Réplica del Torreón de La Merced.

Durante el gobierno de Pezet surgen controversias con España, pues exigían que se les pagase la deuda generada por la Independencia. En el transcurso una flota, aparentemente científica, consistente en barco de guerra, tomó las islas Chincha, principal fuente de ingresos fiscales de la Nación. En consecuencia se firma el Tratado Vivanco-Pareja, considerado denigrante y lesivo para el Perú, por lo que Mariano Ignacio Prado encabeza una revolución que destituye a Pezet y anula el Tratado, declarándosele la guerra a España - o al menos a una escuadra española -. Ninguno de los países Latinoamericanos tenía las condiciones bélicas para enfrentarse a la Nación peninsular de Isabel II, por lo que se formó una cuádruple alianza de Estados Sudamericanos: Perú, Chile, Ecuador y Bolivia, donde preponderaban las dos primeras. Se libraron duros enfrentamientos en diversos flancos del litoral americano, pero la guerra se definiría el 2 de mayo de 1866.
El Combate se libró apuntando hacia el flanco sur, aprovechando la posición de la Fortaleza del Real Felipe - baluarte de la Colonia heredado por las huestes militares peruanas hasta hoy - y la colocación de torreones en el mismo flanco.

### Guerra con Chile
Trece años después La Punta volvió a presenciar otra guerra. Los chilenos se disponían a ocupar Lima. El Real Felipe volvió a ser el centro de defensa. Después (1879) se colocaron en La Punta dos cañones Delgran de a mil, ánima lisa, y dos baterías más con 9 cañones inoperantes para resistir el ataque de la artillería nueva. 
El 22 de abril se inicia la lucha en el Callao, mediante tiroteos entre ambas escuadras.
Tras cañonear el indefenso Puerto de Ancón, el día 27 de mayo las fuerzas chilenas disparaban sobre el Muelle Dársena y sobre la población de tierra, y el 29 culminaron su ataque deponiendo a parte de la escuadra peruana.

### Revolución del 3 de octubre de 1948
Corría el tercer año de gobierno del Presidente Bustamante y Ribero.
Se desató una grave crisis económica y social tras los cuales el presidente decide anular el Congreso y colocar un Gabinete Ministerial del Ejército. Con ello el APRA pierde sus beneficios, razón por la que se desata la "Revolución". 
En la madrugada del 3 de octubre la gran mayoría de la Plana Menor de la Marina: Marinería y Suboficiales, militantes apristas, se sublevan. Una de las primeras acciones fue tomar prisionera a la Plana Mayor de la Marina.
Alrededor de las doce del día el asunto se puso serio. Llegan el Ejército y la Fuerza Aérea a deponer a los sublevados, siendo el foco del fuego el Cantolao.

## Hitos urbanos
La Punta es un distrito eminentemente residencial de clase media-alta que históricamente, albergó a las familias de mayor renombre del Callao, prueba de esto son las casonas de significativo valor histórico y arquitectónico que aún conserva -como la mansión Rospigliosi-. Sus principales vías de acceso son las avenidas Grau y Bolognesi, las cuales discurren en sentido este y oeste respectivamente.
Es un distrito balneario de gran exclusividad, posee las instalaciones de importantes clubes sociales peruanos entre los que destacan el Club Deportivo Cantolao, el Club Universitario de Regatas, el Club de Regatas Unión, la Societa Canottieri Italia, La Punta Racing Club y el Club de Regatas Lima.
Casi un tercio de su territorio es ocupado por la Escuela Naval. El distrito tiene 3 playas, al norte Cantolao, correspondiente al Malecón Figueredo; al sur Malecón, correspondiente al Malecón Pardo y Arenillas correspondiente al "Malecón Wiese".

### La Cruz de la Punta
Probablemente, se presume, fue colocada en dicho lugar como consecuencia del terremoto y maremoto del 28 de octubre de 1746.
En 1915 nuevamente un maretazo derrumba dicha cruz, pero sin llegar a afectarla en gran medida.
Sin embargo, cuando la Escuela Naval se aloja en La Punta, ocuparía el lugar donde la Cruz estaba ubicada. En 1920 el profano mar atacó con otra braveza, volviéndose a llevar la Cruz y destruyendo la base de apoyo de ésta. En consecuencia, la nueva Cruz permanecería por cuatro años en la Iglesia de La Punta, hasta que una Resolución del Ministerio de Marina - apiadándose de los piadosos punteños - dispuso que los fieles podían ingresar a la Escuela Naval en la Fiesta de la Cruz y devolverla a su acostumbrado paraje.

## Playas y Balnearios

### Cantolao
La playa Cantolao, entre Sáenz Peña y Galvez, tiene un áréa de 800m2.
El balneario es uno de los más bellos del Perú teniendo como atractivo la playa de piedras "Cantolao". El nombre viene de "canto" por el sonido que las piedras hacen al golpeo de las olas y por "helado" ya que sus aguas son frías.

## Zona ecológica
La zona ecológica del Callao destaca por ser un paradisíaco paisaje, formado por la isla El Frontón, que anteriormente fue centro penitenciario; isla Cavinzas, santuario de aves guaneras como pelícanos, guanayes, chuitas, piqueros, patillos; Palomino, donde se alberga una importante población de lobos marinos; y la isla San Lorenzo.

## Autoridades

### Regionales
- Consejero regional
  - 2019 - 2022:[5] Gabriela María Calderón Sueyras (Por Ti Callao)

### Municipales
- 2019 - 2022[5]
  - Alcalde: Pío Fernando Salazar Villarán, de Perú Nación.
  - Regidores:

  1. Ramón Ricardo Garay León (Perú Nación)
  2. Javier Antonio De la Lama Medelius (Perú Nación)
  3. Tatiana Mercedes Angeldonis Thomas (Perú Nación)
  4. Lorena Jesús Roel Madico (Perú Nación)
  5. Otilia Martha Vargas González (Podemos por el Progreso del Perú)